# Юровка (Пензенская область)
Юровка — село в Мокшанском районе Пензенской области России. Административный центр Юровского сельсовета.

## География
Село находится в северной части Пензенской области, в пределах Сурско-Мокшанской возвышенности, в лесостепной зоне, на правом берегу реки Мокша, к югу от рабочего посёлка Мокшан, административного центра района. Абсолютная высота — 195 м над уровнем моря.

### Климат
Климат характеризуется как умеренно континентальный, с холодной продолжительной зимой и тёплым летом. Среднегодовая температура воздуха — 4,6 °C. Средняя температура воздуха самого тёплого месяца (июля) — 19 °C; самого холодного (января) — −13 °C. Безморозный период длится 150 дней. Продолжительность вегетационного периода — в среднем 144 дня. Среднегодовое количество атмосферных осадков варьируется от 480 до 500 мм, из которых большая часть выпадает в тёплый период. Снежный покров устанавливается в конце ноября и держится в течение 141 дня.

### Часовой пояс
Село Юровка, как и вся Пензенская область, находится в часовой зоне МСК (московское время). Смещение применяемого времени относительно UTC составляет +3:00.

## Население
| 1719  | 1782 | 1864 | 1877 | 1897 | 1910 | 1926 |
| ----- | ---- | ---- | ---- | ---- | ---- | ---- |
| 13    | ↗290 | ↗501 | ↗581 | ↗682 | ↗859 | ↗940 |
| 1930  | 1939 | 1959 | 1979 | 1989 | 1996 | 2002 |
| ↗1059 | ↘625 | ↘198 | ↘193 | ↘179 | ↘165 | ↘153 |
| 2010  |      |      |      |      |      |      |
| ↗156  |      |      |      |      |      |      |

### Национальный состав
Согласно результатам переписи 2002 года, в национальной структуре населения русские составляли 97 % из 153 чел.